# Celleporaria sicaria
Celleporaria sicaria är en mossdjursart som beskrevs av Hayward och Ryland 1995. Celleporaria sicaria ingår i släktet Celleporaria och familjen Lepraliellidae. Inga underarter finns listade i Catalogue of Life.